# Nadine Caster
Nadine Caster (née le 15 octobre 1965 au François) est une athlète française, spécialiste du saut en longueur.

## Biographie
Elle remporte quatre titres de championne de France du saut en longueur en 1994, 1995, 1996 et 2004. Le 25 juin 1995, à Villeneuve-d'Ascq, elle établit un nouveau record de France de la discipline avec un saut à 6,94 m, améliorant de 15 cm l'ancien record national détenu depuis 1985 par Nadine Fourcade.

### Palmarès
- Championnats de France d'athlétisme :
  - vainqueur du saut en longueur en 1994, 1995, 1996 et 2004.

### Records
| Épreuve          | Performance | Lieu              | Date         |
| ---------------- | ----------- | ----------------- | ------------ |
| Saut en longueur | 6,94 m      | Villeneuve-d'Ascq | 25 juin 1995 |